# Actinodaphne pauciflora
Actinodaphne pauciflora är en lagerväxtart som beskrevs av Carl Ludwig von Blume. Actinodaphne pauciflora ingår i släktet Actinodaphne och familjen lagerväxter. Inga underarter finns listade i Catalogue of Life.